# Echinorhynchus scopis
Echinorhynchus scopis är en hakmaskart som beskrevs av Gmelin 1790. Echinorhynchus scopis ingår i släktet Echinorhynchus och familjen Echinorhynchidae. Inga underarter finns listade i Catalogue of Life.